# Ibrahim Iskandar di Johor
Ibrahim Ismail Ibni Almarhum Sultan Iskandar Al-Haj (Johor Bahru, 22 novembre 1958) è l’attuale Yang di-Pertuan Agong della Malaysia dal 31 gennaio 2024 ed il 24º sultano di Johor in Malaysia dal 2010.

## Biografia

### Primi anni di vita
Ibrahim Ismail è nato nell'Ospedale Sultana Aminah di Johor Bahru il 22 novembre 1958, figlio maggiore del sultano Iskandar e della sua prima moglie Josephine Ruby Trevorrow, inglese di Torquay figlia di un possidente, che Iskandar ha conosciuto mentre studiava in Inghilterra. La madre durante il matrimonio era chiamata Kalsom binti Abd Allah. Dopo il divorzio si è risposata e ora vive in Inghilterra.
Il defunto sultano Iskandar lo mandò a studiare alla Trinity Grammar School di Sydney dal 1968 fino al 1970. Dopo aver terminato gli studi, fu mandato alla Pusat Latihan Tentera Darat (PULADA) di Kota Tinggi per l'addestramento militare di base. Ha proseguito l'addestramento militare negli Stati Uniti a Fort Benning, in Georgia, e poi a Fort Bragg nella Carolina del Nord.
Tunku Ibrahim Ismail è stato nominato Tunku Mahkota di Johor, il 4 luglio 1981 e da quel momento ha preso residenza nel palazzo del principe ereditario del sultanato, l'Istana Pasir Pelangi. Tunku Ibrahim è stato reggente del sultanato tra il 26 aprile 1984 e il 25 aprile 1989, quando suo padre ha servito come Yang di-Pertuan Agong della Malesia. Negli ultimi anni di vita del padre, Tunku Ibrahim ha gradualmente assunto alcuni dei compiti statali e diverse funzioni dal padre; tra queste, la partecipazione alla 211ª Conferenza dei Regnanti, in cui Tunku Ibrahim e Tengku Abdullah, il Tengku Mahkota di Pahang hanno rappresentato i loro padri negli incontri e in altre funzioni statali.

### Sultano di Johor
Poche ore prima della morte del padre, avvenuta il 22 gennaio 2010, Tunku Ibrahim è stato nominato reggente di Johor, a seguito dei rapporti medici che indicavano come imminente la morte del monarca. Il sultano Iskandar è deceduto nella stessa serata, e Tunku Ibrahim si è stato installato come sultano di Johor la mattina seguente. Il Menteri Besar (Primo ministro) di Johor, Abdul Ghani Othman ha informato che il nuovo monarca con la famiglia reale dichiaravano un periodo di lutto di 40 giorni. Nel corso della stagione di lutto, nel febbraio 2010, Ibrahim ha presenziato per la prima volta alla Conferenza dei Regnanti come nuovo sultano.
Il 30 giugno 2011, il sultano Ibrahim ha guidato l'ultimo treno dalla stazione ferroviaria di Tanjong Pagar dopo aver ricevuto delle lezioni dall'ispettore capo delle locomotive Hasnol Azahari Aman delle Keretapi Tanah Melayu. Egli ha dichiarato di voler fare questo in quanto suo nonno, Ismail di Johor aveva aperto la strada rialzata tra Singapore e la Malesia nel 1923 e che era opportuno che avrebbe dovuto guidare l'ultimo treno fuori dalla stazione.
Il 5 febbraio 2012, in occasione delle celebrazioni di Maulidur Rasul, ha dichiarato la città di Muar, situata nel confine più settentrionale di Johor, nuova capitale reale dello stato.
Il 22 novembre 2012, il monarca è diventato il primo regnante di Johor a festeggiare il compleanno a Muar, la sua città preferita. Ha scelto questa come nuova sede della corte perché è una città "ricca di storia e tradizione, oltre ad essere tranquilla, bella e progressista". Ha chiesto al governo dello stato di dichiarare tutti i vecchi edifici della città patrimonio statale. Ha anche chiesto alle autorità locali di mantenere un alto livello d'igiene nella città e di spostare i terminal degli autobus e dei taxi altrove.
È stato incoronato il 23 marzo 2015. L'ultima incoronazione ufficiale è stata quella di suo nonno Ismail il 10 febbraio 1960. A partire dal 2015, il 23 marzo è un giorno festivo annuale sostituendo il 22 novembre.

### Yang di-Pertuan Agong della Malaysia
Il 27 ottobre 2023, la Conferenza dei governanti lo ha eletto il sultano Yang di-Pertuan Agong della Malaysia, entrando in carica e pronunciando il giuramento di rito il 31 gennaio 2024.

## Vita personale
Il 27 maggio 1980 ha sposato ad Arlington Vivien Theresa Johnson da cui divorziò il 23 agosto 1982.
Il 22 settembre 1982 presso la moschea Ubaidiah di Kuala Kangsar si è risposato con Raja Zarith Sofia, figlia del sultano Idris Shah II di Perak. I due hanno sei figli:
- Tunku Ismail Idris Abdul Majid Abu Bakar (nato il 30 giugno 1984);[25]
- Tunku Aminah Maimunah Iskandariah (nata nel 1987);[26]
- Tunku Idris (nato nel 1988);[27]
- Tunku Abdul Jalil (5 luglio 1990 - 5 dicembre 2015);[28]
- Tunku Abdul Rahman (nato nel 1993);[29]
- Tunku Abu Bakar (nato nel 2001).[28]

## Collezione di automobili
Il sultano Ibrahim possiede una vasta collezione di auto composto da vetture nuove e d'epoca, nonché di un gran numero di moto. 

## Onorificenze[30]

### Onorificenze malesi
Personalmente è stato insignito dei titoli di: